# We Got Married
We Got Married (hangul: 우리 결혼했어요) é um reality show sul coreano, sendo um quadro do programa Sunday Sunday Night. Foi ao ar pela primeira vez em 2008. O objetivo do segmento é formar um casal de celebridades coreanas e mostrar como seria se fossem casados. Toda semana, a dupla tem missões para completarem e é exibida  entrevistadas com os participantes, mostrando seus pensamentos e sentimentos.

## 2008: Especial de Ano Novo Lunar
Casais
- Alex & Jang Yun-jeong
- Jeong Hyeong-don & Saori
- Crown J & Seo In-young
- Hong Kyung-min & Solbi

## 1ª Temporada
Casais Originais
- Alex & Shin Ae (Ep 1-8, 13-34)
- Crown J & Seo In-young (Ep 1-41)
- Shinhwa Andy & Solbi (Ep 1-28)
- Jeong Hyeong-don & Saori(Ep 1-8)

Casais Adicionais
- Lee Hwi-jae & Jo Yeo-jeong (Ep 9-17)
- SS501 Kim Hyun-joong & Hwangbo (Ep 9-38)
- Hwanhee & Hwayobi (Ep 25, 29-44)
- Marco & Son Dam-bi (Ep 25, 29-44)
- Choi Jin-young & Lee Hyun-ji (Ep 25)
- Super Junior's Kangin & Lee Yoon-ji (Ep 39-55)
- Jeong Hyeong-don (Doni) & Girls' Generation Taeyeon (Ep 42-54)
- Shin Sung-rok & Kim Shin-young (Ep 42, 45-54)
- Shinhwa Jun Jin & Lee Si-young (Ep 42, 45-55)

## 2ª Temporada
Casais(Novo formato)
- Kim Yong-jun do SG Wannabe & Hwang Jung-eum (Ep 56-66)

Casais (Formato Antigo)
- Kim Yong-jun do SG Wannabe & Hwang Jung-eum (Ep 1-20)
- Park Jae-jung & Uee do After School (Ep 1-20)
- Jo Kwon do 2AM & Gain do Brown Eyed Girls (ep 10-69)
- Lee Seok-hun do SG Wannabe & Kim Na-young (Ep 10)
- Lee Sun-ho & Hwang Woo-seul-hye (ep 21-31)
- Jung Yong Hwa do CNBLUE & Seohyun do Girls' Generation (Ep 29-80)
- Nichkun do 2PM & Victoria do F(x) (ep 41-80)

## 3ª Temporada
Casais
- Nichkun do 2PM & Victoria do F(x) (Ep 81-105)
- Kim Won-jun & Park So-hyun (Ep 81-117)
- Lee Jang-woo & Eunjung do T-ara (Ep 81-132)
- David Oh & Kwon Ri-se do Ladies' Code(Ep 92-105)
- Leeteuk do Super Junior & Kang So-ra (Ep 104-132)
- Joy do Red Velvet & Sungjae do BTOB

## 4ª Temporada
A quarta temporada é a que mais possuiu casais.
Casais
- Leeteuk do Super Junior & Kang So-ra (Ep 133-154)
- Julien Kang & Yoon Se-ah (Ep 133-159)
- Hwang Kwanghee do ZE:A & Han Sunhwa do Secret (Ep 133-166)
- Lee Joon & Oh Yeon-seo (Ep 135-155)
- Jung Jin-woon do 2AM & Go Joon-hee (Ep 156-186)
- Jo Jung-chi & Jung-in (Ep 160-186)
- Lee Tae-min do SHINee & Son Na-eun do Apink(Ep 167-203)
- Yoon Han & Lee So-yeon (Ep 187-213)
- Jung Joon-young & Jeong Yu-mi (Ep 187-222)
- Jang Wooyoung do 2PM & Park Se-young (Ep 204-237)
- Namgung Min & Hong Jin-young (Ep 214-262)
- Hong Jong-hyun & Yura do Girl's Day (Ep 223-262)
- Song Jae-rim & Kim So-eun (Ep 238-275)
- Henry Lau do Super Junior-M & Kim Ye-won (Ep 263-264, 266-275)
- Lee Jong-hyun do CNBLUE & Gong Seung-yeon (Ep 263-286)
- Oh Min-suk & Kang Ye-won (Ep 276-310)
- Sungjae do BtoB & Joy do Red Velvet(Ep 276-320)
- Kwak Si-yang & Kim So-yeon (Ep 287-316)
- Jo Se-ho & Cao Lu do Fiestar (Ep 311-314, 316-340)
- Eric Nam & Solar do Mamamoo (Ep 316-348)
- Jota do Madtown & Kim Jin-kyung (Ep 321-350)
- Choi Tae-joon & Yoon Bo-mi do Apink (Ep 341-363)
- Lee Guk-joo & Sleepy do Untouchable (hip hop duo) (Ep 349-Present)
- Gong Myung do 5urprise & Jung Hye-sung
- Choi Min-yong & Jang Do-yeon